# Включённое наблюдение
Включённое наблюдение (англ. Participant observation) — качественный метод исследования, который позволяет проводить полевое изучение индивидов в их естественной среде и в повседневных жизненных обстоятельствах, то есть изучение социальной группы «изнутри». В отличие от эксперимента включённое наблюдение исследователя свободно от внешнего контроля. Метод хорошо подходит для выяснения внутренней мотивации людей через их деятельность, когда нет возможности узнать это напрямую.
Важное разграничение исследовательских ролей во включённом наблюдении предложил Р. Гоулд. Это разграничение основано на степени вовлеченности-отстраненности исследователя во время наблюдения и соответственно на степени закрытости-открытости его собственно этнографической, научной деятельности. В этом случае принято выделять следующие роли:[уточнить]
- полный участник;
- участник как наблюдатель;
- наблюдатель как участник;
- полный наблюдатель;

Такой анализ является принципиально важным, поскольку внешний наблюдатель за редким исключением лишен возможности обратить внимание на те особенности и детали, которые скрыты от глаз непосвященного, однако являются важными для исследуемого субъекта или представителя другой (по отношению к наблюдателю) культуры. Именно для установления мотивации поведения, выявления смысла значимых действий, позволяющих объяснить и понять, что произошло, нужна эмпатия, то есть описание этих действий на языке субъекта, что и обеспечивается благодаря включенному наблюдению.[уточнить]

## История метода
Первым описанным использованием метода включенного наблюдения, было применение его Ф. Г. Кушингом во время изучение им индейцев Зуни (народ) во второй половине XIX-го века. После Кушинга данный вид исследования применялся такими социологами и антропологами как Малиновский Б. К.,[уточнить] Эванс-Притчард, Э. Э.,[уточнить] и Маргарет Мид[уточнить] во время исследования традиционных и менее развитых обществ.
Классическим примером использования включенного наблюдения, стало исследование Л.Фестингера и его коллег, в котором они изучали жизнь членов секты приверженцев конца света. Фестингер и его коллеги предполагали, что единственный способ проникнуть в замкнутую общину верующих, враждебно воспринимавших внешнее окружение, заключался в том, чтобы стать полноправными членами секты, не раскрывая своих мотивов членам секты. Вскоре социологи, стремившиеся не влиять на жизнь сектантов и наблюдать за ними в естественных условиях (важная предпосылка этнографического метода), столкнулись с тем, что их присутствие воспринималось верующими как прямое подтверждение подлинности их откровения. Ситуация осложнялась тем, что один из ученых, стремясь придать большее правдоподобие своей «легенде», рассказал членам секты о якобы имевшемся у него опыте оккультной практики и сверхчувственного познания. Члены секты восприняли его «обращение» как важное событие. Таким образом, значительная часть «естественного» хода событий оказалась вольно или невольно сфабрикованной социологами.[уточнить]

## Преимущества и недостатки метода
Включенное наблюдение имеет ряд достоинств. Объект исследования находится под наблюдением в естественной обстановке, исследователь получает возможность узнать скрытые от стороннего взгляда черты членов изучаемой группы.
Требует определенного периода адаптации наблюдателя и коллектива. Опыт использования этого метода показывает, что срок адаптации длится от 4—5 дней до 2—3 недель и зависит от личных качеств наблюдателя, его пола и возраста. Это обуславливает ключевой недостаток включенного наблюдения — при длительном участии исследователь мыслит категориями испытуемых, теряет свежесть восприятия.
Некоторые исследователи полагают, что преимущества включенного наблюдения связаны с возможностью уточнения и усовершенствования теоретических понятий в ходе непосредственного взаимодействия исследователя с описываемой им реальностью, что особенно существенно в том случае, когда сам исследователь исходно не принадлежит к изучаемой культуре или сообществу.
Есть мнение, что метод включённого наблюдения в некоторых обстоятельствах не может быть использован в полной мере, что показал проведённым американским социальным психологом Филиппом Зимбардо «Стэнфордский тюремный эксперимент».
Также в некоторых случаях возникает вопрос об этичности применения данного метода, когда речь идёт о «закрытом наблюдении».

## Виды включенного наблюдения
Виды включенного наблюдения:[уточнить]
- Открытое наблюдение. Исследователь, не скрывая своей роли, с согласия группы наблюдает за их жизнью в течение определенного времени, имея возможность общаться с его членами, участвовать в обсуждении различных проблем. Такому наблюдателю необходимо умение быстро и эффективно устанавливать контакт с незнакомым сообществом, а также он должен быть общительным, доброжелательным, тактичным, сдержанным и толерантным.
- Скрытое наблюдение (инкогнито). От исследуемой группы скрывается факт наблюдения за ней, члены группы не имеют представления о том, что за ними наблюдают. Данный вид наблюдения редко используется на практике из-за сложности в организации и моральной и юридической правомерности.
- Нестандартизированное (неконтролируемое). Исследователь руководствуется только общим планом исследования, он не имеет четко установленной регламентации действия. Используется на начальных этапах разработки программы исследования, для уточнения его проблематики и разработки гипотез. Для реализации такого вида включенного наблюдения требуются опытные специалисты.
- Стандартизированное (контролируемое). Исследователь руководствуется детальными предписаниями по организации процесса исследования, его результаты фиксируются по установленный форме. Применяется во время экспериментальных или аналитических исследованиях, которые проводятся по тщательной, заранее разработанной программе исследований, включающей в себя полный регламент процедура сбора данных.

## Сфера применения
В качестве основного метода сбора первичной информации метод включенного наблюдения является достаточно эффективным в монографических исследованиях, то есть исследованиях частного случая, а также в исследованиях, которые не требуют большого объема выборки.
Применение в практике социологических наблюдений метода включенного исследования способствует «борьбе за легитимное видение социального мира». Учитывая тот факт, что социолог, который анализирует общество, находится не за его пределами, а внутри него, гарантия объективности включенного наблюдения заключается в постоянной рефлексии и признании неизбежной ангажированности мнения социолога; в зависимости его научных взглядов от определенной ситуации и своего положения в профессиональной структуре.
Большой популярностью включенное наблюдение пользуется в журналистике и считается одной из основ журналистского творчества. Исследования медиа показали, что репортаж, написанный с помощью метода «включенного наблюдения» вызывает у читателя больший отклик, чем репортаж, выполненный более стандартными методами журналистики.[уточнить]
Некоторые виды наблюдения могут представлять собой промежуточный вариант между включенным наблюдением и невключенным. Например, наблюдение педагогом класса во время занятий, исследование психотерапевтом его пациентов: в данных исследованиях наблюдатель включен в ситуацию иначе, чем наблюдаемые индивиды, их позиции «не равноправны» с точки зрения управления ситуацией.[уточнить]